# Tetranychus gardeniae
Tetranychus gardeniae är en spindeldjursart som beskrevs av Meyer 1974. Tetranychus gardeniae ingår i släktet Tetranychus och familjen Tetranychidae. Inga underarter finns listade i Catalogue of Life.